# Raklången
Raklången är en sjö i Ydre kommun i Östergötland och ingår i Motala ströms huvudavrinningsområde. Sjön har en area på 1,01 kvadratkilometer och ligger 195,3 meter över havet.

## Delavrinningsområde
Raklången ingår i det delavrinningsområde (642336-145508) som SMHI kallar för Utloppet av Raklången. Medelhöjden är 242 meter över havet och ytan är 14,79 kvadratkilometer. Det finns inga avrinningsområden uppströms utan avrinningsområdet är högsta punkten. Vattendraget som avvattnar avrinningsområdet har biflödesordning 3, vilket innebär att vattnet flödar genom totalt 3 vattendrag innan det når havet efter 181 kilometer. Avrinningsområdet består mestadels av skog (51 procent), öppen mark (13 procent) och jordbruk (28 procent). Avrinningsområdet har 1,01 kvadratkilometer vattenytor vilket ger det en sjöprocent på 6,8 procent.